# 加賀仙女蜥屬
加贺仙女蜥（学名：Kaganaias，意为“加贺国的女水神”）是伸龙科原始且最古老的一个已灭绝属，生存于早白垩世的日本。加贺仙女蜥是半水生动物，也是唯一已知存在于白垩纪森诺曼阶之前的水生有鳞目。它也是该类群首个发现于内陆，而非水生有鳞目通常被发现的沿海地区的物种。属名取自发现标本的石川县古称加贺国，种名则取自发现地附近作为白山市名称来源的山峰。标本发现地层桑岛组位于手取河旁边，此地还有包括软体动物、恐龙、鱼及翼龙在内的大量其它发现。

## 描述
加贺仙女蜥小（身长半米左右）而敏捷，具有修长的身体。像大部分半水生物种一样，加贺仙女蜥四肢短小，从而有助于水下活动。加贺仙女蜥所知于两件标本：正模标本为部分骨骼，包括许多肋骨、椎骨及部分肢骨和尾巴，第二件标本亦有额外肋骨及颅骨部分，尤其是上颌骨部分。加贺仙女蜥身体又长又宽，但整体上扁平。尽管被分类为蜥蜴，但加贺仙女蜥拥有大量类似蛇的特征。该物种疑似存在两性异形，但因数据稀缺而无法确认。
加贺仙女蜥栖息于日本内陆一片类似沼泽的富饶地带，可能是长年被水淹没的大型漫滩。其化石是1997年一支建筑队准备开凿穿过含化石悬崖的新隧道时发现的。
加贺仙女蜥无疑是用蛇一样的动作在水中游动，并用其短小后腿控制方向。加贺仙女蜥可能以周围区域发现的其它小型脊椎动物或软体动物为食，但还有待于化石粪便残渣检查结果的证实。